# David Borrelli (Politiker)

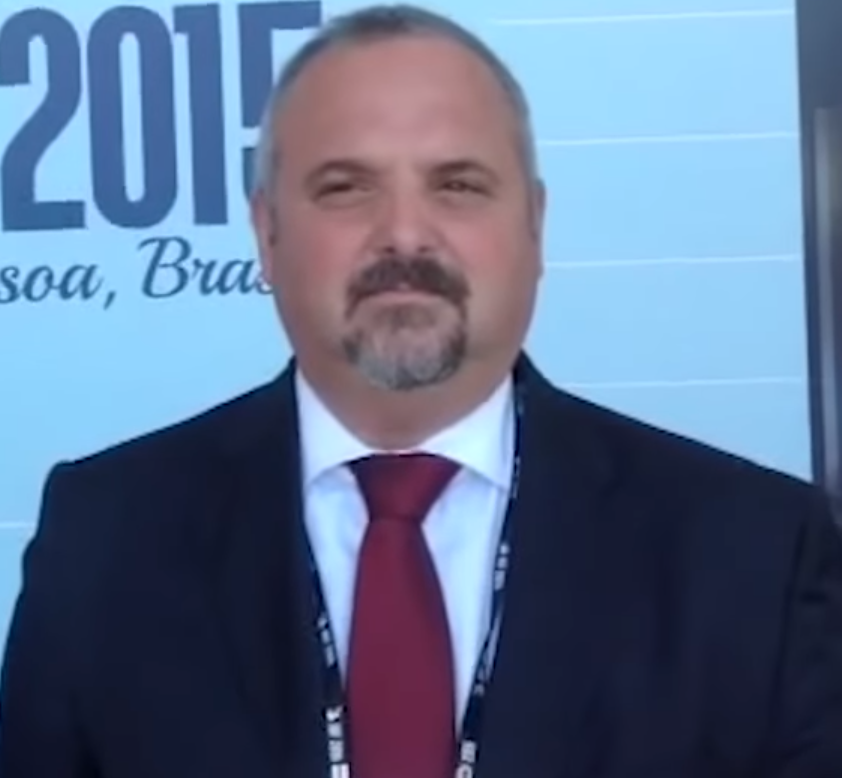
David Borrelli

David Borrelli (* 28. April 1971 in Treviso) ist ein parteiloser italienischer Politiker und ehemaliger Politiker des MoVimento 5 Stelle.

## Leben
Borrelli ist seit 2014 Abgeordneter im Europäischen Parlament. Dort war er bis zum 16. Januar 2017 Mitglied in der Konferenz der Präsidenten. Er ist Mitglied im Ausschuss für internationalen Handel, im Ausschuss für Industrie, Forschung und Energie, in der Delegation für die Beziehungen zu den Maschrek-Ländern, in der Delegation für die Beziehungen zu Südafrika und in der Delegation in der Parlamentarischen Versammlung der Union für den Mittelmeerraum.
Borelli war seit dem 1. Juli 2014 Co-Vorsitzender der Fraktion Europa der Freiheit und der direkten Demokratie. Nach der vorübergehenden Auflösung der Fraktion am 16. Oktober 2014 war er für vier Tage fraktionslos, um nach der Wiedergründung der Fraktion am 20. Oktober 2014 wieder bis zum 16. Januar 2016 als Co-Fraktionsvorsitzender zu wirken. Am 13. Februar 2018 trat er aus der Fraktion aus und ist seitdem fraktionsloser Abgeordneter des Europäischen Parlaments. Am gleichen Tag verließ er auch die MoVimento 5 Stelle aus „gesundheitlichen Gründen“.
Borelli ist gemeinsam mit Davide Casaleggio und dem Stadtrat in Bologna Max Bugani Partner des Vereins Rousseau. Am 5. Mai 2016 schlossen sich Bugnani und Borelli dem Verein an, der die Entwicklung einer digitalen Demokratie fördern sollte und der nur aus diesen drei Personen besteht, dessen Vorsitzender seit dem Tod seines Vaters Casaleggio ist.